# Тинчлик (город)
Тинчлик (узб. Tinchlik / Тинчлик) — город в Алтыарыкском районе Ферганской области Узбекистана.

## История
В 1941 году посёлок Ванновский, названный в XIX веке в честь русского генерала и государственного деятеля Петра Ванновского, получил статус посёлка городского типа.
В 1963 году он был переименован в посёлок имени Хамзы Хакимзаде в честь известного узбекского поэта. С 1974 года — город Хамза. С 2012 года — город Тинчлик (мир, мирный).
Через город протекает Большой Ферганский канал, который делит его на 2 части. Канал был построен в 1939—1940 годах, после чего улучшилось водоснабжение города и поливных приусадебных участков.
Это позволило улучшить снабжение местного населения собственными плодоовощными продуктами. В черте города и в пригородах активно выращиваются разные сорта винограда.
Тинчлик славится как один из крупнейших экспортёров винограда и фруктов в регионе. Объёмы урожаев настолько велики, что для хранения винограда в городе построили огромный холодильник.

## География
Находится в 25 км к западу от Ферганы. В городе расположена железнодорожная станция Тинчлик (ранее — Алтыарык, Ванновская) (на линии Коканд — Маргилан).

## Промышленность
Тинчлик является промышленным центром Алтыарыкского района. Здесь находятся нефтехранилища, элеваторы, разливают минеральную воду. В городе расположены предприятия лёгкой промышленности.
Строительство Ванновского нефтеперегонного завода (ВНПЗ) было начато в 1904 году под руководством инженера путей сообщения А.Н. Ковалевского. Завод был введён в эксплуатацию в 1906 году.
В 1885 году Д. П. Петровым было открыто нефтяное месторождение «Чимион», на котором был создан 1-й нефтепромысел на территории Туркестанского края. В 1907 году нефтеперегонный завод был куплен Товариществом братьев Нобель, которые начали поэтапную реконструкцию завода. В 1908 году ввели в строй нефтепровод «Чимион — Ванновская»,на протяжении многих лет обеспечивал завод сырьём. Был построен резервуарный парк. 
В советское время функционировавший в посёлке крупный Ванновский нефтеперерабатывающий завод (ВНПЗ) был градообразующим предприятием. Позже он был переименован в АНПЗ (Алтыарыкский нефтеперерабатывающий завод) и в настоящее время является подразделением Ферганского НПЗ.
Общая годовая мощность переработки этого топливно-масляного предприятия на 2016 год составляет порядка 3,2 млн тонн нефти. При заводе имеются нефтехранилища, пропарочная и железнодорожная станция для подготовки цистерн и перевозки нефтепродуктов.

## Инфраструктура
Завод способствовал развитию инфраструктуры посёлка, в котором существовали поликлиника, больница с отделениями для госпитализации взрослых и детей, детские сады и ясли, 2 школы (национальная и русская), библиотека, клуб, стадион со своей футбольной командой, техникум для подготовки специалистов для обслуживания цехов на ВНПЗ.
В постсоветское время большая часть инфраструктуры города была сохранена и развита. В Тинчлике появились гимназия для одаренных детей, дом культуры и многофункциональный стационар, где лечат детей с болезнями глаз.
В городе заасфальтированы все улицы, имеется регулярная автобусная связь с районными и областными центрами.

## Население
| 1959 | 1970 | 1979 | 1989   | 2005   | 2017   |
| ---- | ---- | ---- | ------ | ------ | ------ |
| 4808 | 5879 | 9766 | 10 644 | 12 928 | 13 470 |